# Diffusion numérique
 (février 2017).
Si vous disposez d'ouvrages ou d'articles de référence ou si vous connaissez des sites web de qualité traitant du thème abordé ici, merci de compléter l'article en donnant les références utiles à sa vérifiabilité et en les liant à la section « Notes et références ».
La diffusion numérique (en abrégé DN) est l'un des paramètres utilisés dans la mesure de la part de marché et/ou de son évolution dans le temps. Mesure effectuée en général dans les magasins de distribution en libre-service (hypers, supers, supérettes, libre-service, ...).
Il est en effet logique d'affirmer que la part de marché prise par un produit ou une gamme de produit est conditionnée par le nombre de points de vente où ce produit (ou cette gamme) sont offerts à la vente. Ceci à un moment donné, mais aussi de façon plus dynamique et aussi plus significative d'un moment à un autre.

## Utilité de la DN
- Si, sur un territoire comprenant au total 1 000 hypermarchés, le produit est présenté et offert à la vente au mois de janvier, dans 100 hypermarchés, on dira que sa DN pour janvier est de 10 %.
- Si, sur le même territoire mais cette fois en juin - le produit est présenté et offert à la vente dans 350 hypermarchés, on dira que sa DN s'est améliorée en passant à 35 %.

Mesurée en augmentation (ou en diminution) la DN fournit une indication chiffrée de la bonne ou mauvaise présence d'un produit dans la distribution. La mesure est consolidée sur un ensemble de points de vente, soit par exemple :
- par type de magasin (tous les hypers de France)
- par enseigne (tous les magasins d'une enseigne telle que Carrefour ou Leclerc, ...)
- par zone géographique (tous les magasins de la région Rhône-Alpes)
- ou selon des filtres plus complexes (tous les hypers, de l'enseigne Carrefour, sur la région Rhône-Alpes).

Ce paramètre fort utile[Lequel ?] n'épuise cependant pas l'analyse, car le fait qu'un produit soit présent dans un magasin ne dit rien de sa performance dans ce magasin : un produit peut être présent, mais mal se vendre. Le critère DN doit donc être complété par un indicateur complémentaire : la DV (Diffusion valeur).
Concrètement le relevé de la présence des produits dans les linéaires des magasins peut être fait :
- soit par la force de vente du fournisseur (ce qui implique leur passage en magasin),
- soit par un institut de sondage spécialisé (Nielsen, BVA, etc.)